# Triết học hiện đại
Triết học hiện đại là triết học được phát triển trong thời kỳ hiện đại và gắn liền với hiện đại. Nó không phải là một học thuyết hay trường phái cụ thể (và do đó không nên nhầm lẫn với Chủ nghĩa hiện đại), mặc dù có một số giả định phổ biến đối với phần lớn của nó, giúp phân biệt nó với triết học trước đó.
Thế kỷ 17 và đầu thế kỷ 20 đại khái đánh dấu sự khởi đầu và kết thúc của triết học hiện đại. Bao nhiêu phần của Phục hưng nên được bao gồm  vào triết học hiện đại là một vấn đề còn đang tranh chấp; sự hiện đại tương tự có thể hoặc không thể kết thúc vào thế kỷ XX và được thay thế bằng hậu hiện đại. Làm thế nào một người quyết định những câu hỏi này sẽ xác định phạm vi sử dụng thuật ngữ "triết học hiện đại".

## Triết học phương Tây hiện đại
Bao nhiêu lịch sử trí tuệ Phục hưng là một phần của triết học hiện đại đang còn tranh cãi: Phục hưng sớm thường được coi là ít hiện đại và thời trung cổ hơn so với thời Phục hưng cao sau này. Vào thế kỷ 17 và 18, các nhân vật chính trong triết học về tâm trí, nhận thức luận và siêu hình học được chia thành hai nhóm chính. "Các nhà duy lý ", chủ yếu ở Pháp và Đức, lập luận rằng tất cả các kiến thức phải bắt đầu từ một số " ý tưởng bẩm sinh " nhất định trong tâm trí. Các nhà duy lý chính là Descartes, Baruch Spinoza, Gottfried Leibniz và Nicolas Malebranche. Ngược lại, "Những người theo chủ nghĩa kinh nghiệm " cho rằng kiến thức phải bắt đầu bằng trải nghiệm cảm giác. Những nhân vật chính trong dòng suy nghĩ này là John Locke, George Berkeley và David Hume (Đây là những phạm trù hồi tưởng, trong đó Kant chịu trách nhiệm chính). Đạo đức và triết học chính trị thường không bị thu hẹp dưới các phạm trù này, mặc dù tất cả những triết gia này làm việc trong đạo đức, theo phong cách riêng biệt của họ. Những nhân vật quan trọng khác trong triết học chính trị là Thomas Hobbes và Jean-Jacques Rousseau.
Vào cuối thế kỷ thứ mười tám, Immanuel Kant đã thiết lập một hệ thống triết học đột phá, tuyên bố sẽ mang lại sự thống nhất cho chủ nghĩa duy lý và chủ nghĩa kinh nghiệm. Dù anh ta có đúng hay không, anh ta không hoàn toàn thành công trong việc chấm dứt tranh chấp triết học. Kant đã gây ra một cơn bão các tác phẩm triết học ở Đức vào đầu thế kỷ XIX, bắt đầu với chủ nghĩa duy tâm của Đức. Chủ đề đặc trưng của chủ nghĩa duy tâm là thế giới và tâm trí phải được hiểu theo cùng một phạm trù; nó đạt đến đỉnh cao trong tác phẩm của Georg Wilhelm Friedrich Hegel, người trong số nhiều người khác nói rằng "Cái thực là hợp lý; lý trí là có thật."
Tác phẩm của Hegel được thực hiện theo nhiều hướng bởi những người theo ông và các nhà phê bình. Karl Marx đã lấy đi cả triết học lịch sử của Hegel và đạo đức kinh nghiệm thống trị ở Anh, biến tư tưởng của Hegel thành một hình thức duy vật nghiêm ngặt, đặt nền tảng cho sự phát triển của khoa học xã hội. Ngược lại, Søren Kierkegaard đã bác bỏ mọi phương pháp luận triết học như một hướng dẫn không đầy đủ cho cuộc sống và ý nghĩa. Đối với Kierkegaard, cuộc sống có nghĩa là được sống, không phải là một bí ẩn cần giải quyết. Arthur Schopenhauer đã đưa chủ nghĩa duy tâm vào kết luận rằng thế giới không là gì ngoài sự tương tác vô tận vô tận của hình ảnh và ham muốn, và ủng hộ chủ nghĩa vô thần và bi quan. Những ý tưởng của Schopenhau đã được Nietzsche đưa ra và biến đổi, những người đã nắm bắt những sự sa thải khác nhau của họ trên thế giới để tuyên bố " Chúa đã chết " và từ chối mọi triết học có hệ thống và tất cả đều cố gắng vì một sự thật cố định vượt qua cá nhân. Nietzsche tìm thấy trong điều này không phải là căn cứ cho sự bi quan, mà là khả năng của một loại tự do mới.
Triết học Anh thế kỷ 19 ngày càng bị chi phối bởi các luồng tư tưởng tân Hegel, và như một phản ứng chống lại điều này, các nhân vật như Bertrand Russell và George Edward Moore bắt đầu di chuyển theo hướng triết học phân tích, về cơ bản là cập nhật truyền thống chủ nghĩa kinh nghiệm để thích ứng với những phát triển mới trong logic của nhà toán học người Đức Gottlob Frege.

### Triết học Phục hưng
Chủ nghĩa nhân văn thời Phục hưng nhấn mạnh giá trị của con người (xem Oration on the Dignity of Man) và chống lại giáo điều và chủ nghĩa kinh viện. Mối quan tâm mới này đối với các hoạt động của con người đã dẫn đến sự phát triển của khoa học chính trị với Hoàng tử Niccolò Machiavelli. Các nhà nhân văn khác với các học giả thời Trung cổ cũng bởi vì họ thấy thế giới tự nhiên là trật tự toán học và đa nguyên, thay vì nghĩ về nó theo mục đích và mục tiêu. Triết học thời Phục hưng có lẽ được giải thích tốt nhất bởi hai đề xuất của Leonardo da Vinci trong cuốn sổ tay của mình:
- Tất cả kiến thức của chúng ta đều có nguồn gốc từ nhận thức của chúng ta
- Không có gì chắc chắn khi người ta không thể áp dụng bất kỳ ngành khoa học toán học nào cũng như bất kỳ ngành khoa học nào dựa trên khoa học toán học.

Theo cách tương tự, Galileo Galilei dựa trên phương pháp khoa học của mình vào các thí nghiệm nhưng cũng phát triển các phương pháp toán học để áp dụng cho các vấn đề trong vật lý. Hai cách này để hình thành kiến thức của con người đã hình thành nền tảng cho nguyên tắc Chủ nghĩa kinh nghiệm và Chủ nghĩa hợp lý tương ứng.